# Jornal do Brasil
El Jornal do Brasil, ampliamente conocido como JB, es un periódico diario publicado en Río de Janeiro (Brasil) por la Editora JB entre 1891 y 2010 en su versión impresa, y desde el 31 de agosto de 2010 solo en versión digital. Es el tercer diario más antiguo de Brasil, tras el Diario de Pernambuco y el llamado O Estado de S. Paulo.

## Historia
El diario fue fundado en 1891 por Rodolfo Dantas y los partidarios de la antigua monarquía brasileña, recientemente depuesta por la nueva República. En sus primeras décadas observaba puntos de vista conservadores. Después de una profunda reestructuración llevada a cabo en la década de 1950, el diario se convirtió en un periódico de centro-izquierda. Muchos escritores y periodistas brasileños trabajaron a lo largo de su historia para el Jornal do Brasil. Después del golpe de Estado de 1964 el Jornal fue un importante opositor a la dictadura aunque sus artículos fueron censurados a menudo.
La oposición del diario al gobierno le costó muy caro entre las décadas de 1980 y 1990 estando en varias ocasiones al borde de la quiebra.
JB fue el primer diario brasileño en tener una edición electrónica, ya que desde el año 1995 existe en la red. En 2002 fue vendido al empresario Nelson Tanure que mantuvo una posición izquierdista de la publicación.
El 31 de agosto de 2010, la versión impresa del diario cesó su publicación debido a las deudas acumuladas, pasando a publicarse exclusivamente a través de Internet En el momento del cierre, el diario acumulaba una deuda cercana a 800 millones de reales (unos 460 millones de dólares) y la empresa aprovechará el cambio de formato para realizar un significativo recorte en la plantilla, actualmente compuesta por 180 empleados, 60 de ellos en la redacción, que hace una década tenía 240 periodistas.
El diario había llegado a vender en sus mejores épocas 150.000 ejemplares diarios, para pasar a los 21.000 ejemplares en sus últimas ediciones